# ニャンだ?フル チャンネル
『ニャンだ?フル チャンネル』とは、中京テレビで放送していたテレビ番組。

## 概要
日本初の猫キャラ専門番組として、2014年2月22日より深夜に毎日放送している。作品の多くはFlashアニメーションとなっていた。中京テレビ、エムツージーピー、アセンブルハート、フィルの共同企画。2016年4月9日からはTOKYO MXでも『ニャンだ?フルテレビ』、2021年10月からはテレビせとうちで「ニャンだ?フルアイランド」のタイトルで放送。

## ニャンだ?フルテレビ
2016年4月9日から2018年3月30日までTOKYO MXで土曜7:00 - 7:05に放送していた。過去作を含め複数の作品をまとめて放送。

## 瀬戸にゃん海
2017年4月1日より愛媛朝日テレビで土曜6:30 - 6:35に、4月9日より広島ホームテレビにて日曜1:30 - 1:35（土曜深夜）にそれぞれ放送していた。

## 放送作
新作の放送が終了すると過去作をリピート放送する。

### にゃん符
2014年2月23日（22日深夜）から放送。
スタッフ
- 原案 - たなかわたる、MMGDP
- 監督・脚本 - 尾中たけし
- アニメ制作 - MMGDP
- 声の出演 - 竹達彩奈、神谷浩史、丹下桜

### 恋するニャントニオ
2014年4月20日（19日深夜）から放送。
スタッフ
- 監督・脚本・キャラクターデザイン - 尾中たけし
- 制作 - MMGDP

### はかい猫しば
2014年7月31日（30日深夜）から放送。
スタッフ
- 原作 - たなかわたる、MMGDP
- 監督 - ナミキヒロシ
- アニメーション制作 - 勝鬨スタジオ
- 製作 - MMGDP

キャスト
- しば - 國分絢一郎

### YADONEKO
2015年6月25日（24日深夜）から放送。実写作品。
スタッフ
- 撮影 - 伴田良輔
- 声 - 長谷川歩美
- 製作 - MMGDP

### 猫絵日記（猫嫌いの家に生まれた猫好きが猫と暮らす絵日記）
2015年8月2日（1日深夜）から放送。原作はcomico連載漫画。TOKYO MXでも『キャラ@女子会』内で放送。
スタッフ
- 原作 - 鈴尾粥
- 監督 - ナミキヒロシ
- 声 - 平山笑美

### こさじ じかん
2015年11月22日（21日深夜）から放送。実写（人形）作品。全30話
スタッフ
- キャラクターデザイン - 浦山亜由美
- 脚本・イラスト - 尾中たけし
- アニメーション制作 - MMDGP
- 製作 - モノセンス、MMGDP

キャスト
- こさじ - 鈴木綾華→河田華奈

### CoCO&NiCO
読み仮名は『ココとニコ』。2016年4月9日（TOKYO MX）および5月11日（10日深夜、中京テレビ）より放送。全39話。また、NHK World/jibtvでも4月8日より単独で放送。
エムツージーピー、日本国際放送、東京メトロポリタンテレビジョン、フタバ、アリオラジャパンの共同製作。
あらすじ
ココとニコはオッペンハイマーの指導のもと、プリンセスになるための修行をする日々。しかしそこに謎の黒猫レオンが現れ、猫の国に2匹を誘おうとする。
スタッフ
- 原作 - MMDGP
- キャラクターデザイン - 高田明美
- 監督 - やたてきょう
- 脚本 - 井沢寛
- 音響監督 - 森田洋介
- 音楽 - 小林俊太郎
- アニメーション制作 - 勝鬨スタジオ
- 製作 - チーム猫姫

キャスト
- オッペンハイマー - 竹達彩奈
- ココ - 杉田菜摘
- ニコ - 堅井薫
- レオン - 竹達彩奈
- エミリア - 月本皇子
- 女王様 - 星野あやの

主題歌
OP「明日ハレルヤ!」
歌 - チーム猫姫
END「プリンセスも楽じゃない!」
歌 - CoCO&NiCO

### ネコこのゴロ
2016年6月9日（8日深夜、中京テレビ）および6月18日（TOKYO MX）より放送開始。MBS、スペースシャワーTV「Kawaii Asia」内にて6月15日、鹿児島読売テレビ「かごピタ」内でも7月1日より放送。
スタッフ
- 監督 - 尾中たけし
- 脚本・キャラクターデザイン - STUDY優作
- 演出 - 山口奈津子
- 音響監督 - 大塚智則
- 音楽 - 口笛太郎
- アニメーション制作 - 勝鬨スタジオ
- 声の出演 - 九成茉凛、水世晶己、本田和希、石井花奈、大塚智則
- 製作 - MMDGP

### タマ&フレンズ 〜うちのタマ知りませんか?〜
2016年10月より放送中。

### ねこのダヤン ふしぎ劇場
2016年10月より放送中。

### ぶっぷな毎日
2017年3月25日よりTOKYO MXのみ放送。

### にゃん旅
「瀬戸にゃん海」でのみ放送。瀬戸内海に住む猫を映す実写作品。撮影は五十嵐健太、ナレーションは南條愛乃。

### 猫のロブ
2017年5月6日（愛媛朝日テレビ）および5月14日（13日深夜、広島ホームテレビ）の「瀬戸にゃん海」枠内で放送開始。2018年2月1日からはTOKYO MXの「あにまる劇場」枠内でも放送開始された。
スタッフ
- 原作 - 学研プラス、MMDGP
- キャラクター原案・声 - 南條愛乃
- アニメーション制作 - 勝鬨スタジオ
- 音響制作 - スペルバウンド
- 音響監督 - 鹿志村聡
- 製作 - MMDGP、愛媛朝日テレビ、広島ホームテレビ